# Хавана (Канзас)
Хавана (енгл. Havana) град је у америчкој савезној држави Канзас.

## Демографија
По попису из 2010. године број становника је 104, што је 18 (20,9%) становника више него 2000. године.
| Група             | 2000.      | 2010.      |
| Белци             | 78 (90,7%) | 97 (93,3%) |
| Афроамериканци    | 0 (0,0%)   | 0 (0,0%)   |
| Азијати           | 0 (0,0%)   | 0 (0,0%)   |
| Хиспаноамериканци | 0 (0,0%)   | 0 (0,0%)   |
| Укупно            | 86         | 104        |